# Casanova's
Casanova's is een Nederlandse speelfilm uit 2020. De film trok meer dan 100.000 bezoekers en behaalde daarmee de status Gouden Film. De film staat op de zesde plek in de top 10 van best verdienende Nederlandse films van 2020.

## Rolverdeling
| Personage       | Acteur/actrice     |
| --------------- | ------------------ |
| Bas             | Jim Bakkum         |
| Roos            | Lieke van Lexmond  |
| jonge Roos      | Nora Schaafsma     |
| Marco           | Tygo Gernandt      |
| jonge Bas       | Sem van der Horst  |
| vader van Bas   | John Buijsman      |
| Chantal         | Birgit Schuurman   |
| Colleague       | Truus de Boer      |
| Jeroen          | Roeland Fernhout   |
| Tara            | Jouman Fattal      |
| Roy             | Sergio IJssel      |
| Wouter          | Rienus Krul        |
| Erik            | Leo Alkemade       |
| Rachel          | Melissa Drost      |
| Anne            | Gaby Blaaser       |
| Steef           | Juvat Westendorp   |
| Brian           | Diederik Schampers |
| Robert          | Jesse Pampel       |
| Frank           | Thyn Grob          |
| Brunette        | Yasmin Karssing    |
| Jonge vrouw     | Manon Schutter     |
| ?               | Sabine Soetanto    |
| Barman          | Victor Abeln       |
| Serveerster     | Margriet Oranje    |
| IJscoman        | Sander Gladpootjes |
| Vrouw           | Eva van den Dam    |
| Vrouw op bankje | Willemijn Beekman  |
| DJ              | Arjan Smits        |
| Journalisten    | Carlo Slats        |
| Journalisten    | Inge Sonderen      |